# 华喜
华喜（？—？），子姓，华氏，名喜，是司徒郑的儿子，华督的玄孙，宋国司徒。
前576年八月，宋共公下葬。在这时，华元做右师，鱼石做左师，荡泽做司马，华喜做司徒，公孙师做司城，向为人做大司寇，鳞朱做少司寇，向带做太宰，鱼府做少宰。荡泽要削弱公室，杀了公子肥。华元和华喜属于戴族；司城公孙师属于庄族；其他六大臣都属于桓族。华元这派遣华喜、公孙师率领国人进攻荡氏，荡泽被杀。前573年七月，老佐、华喜率兵围攻彭城，讨伐鱼石，老佐战死。